# Jevoncourt
Jevoncourt ist eine französische Gemeinde mit 101 Einwohnern (Stand: 1. Januar 2022) im Département Meurthe-et-Moselle in der Region Grand Est (vor 2016 Lothringen). Sie gehört zum Arrondissement Nancy und zum Kanton Meine au Saintois.

## Geografie
Jevoncourt im Norden der Landschaft Saintois liegt an der Grenze zum Département Vosges, etwa 29 Kilometer südlich von Nancy am Madon.
Umgeben wird Jevoncourt von den Nachbargemeinden Xirocourt im Norden und Nordosten, Bralleville im Osten, Marainville-sur-Madon im Süden sowie Saint-Firmin im Westen.

## Bevölkerungsentwicklung
| Jahr                       | 1962 | 1968 | 1975 | 1982 | 1990 | 1999 | 2006 | 2019 |
| Einwohner                  | 74   | 76   | 72   | 67   | 59   | 64   | 66   | 99   |
| Quellen: Cassini und INSEE |      |      |      |      |      |      |      |      |

## Trivia
Jevoncourt gehört zu den wenigen Gemeinden in Frankreich ohne eigene Kirche.